# NGC 901
NGC 901 est une galaxie lenticulaire compacte située dans la constellation du Bélier. NGC 901 a été découverte par l'astronome allemand Albert Marth en 1864.

## Caractéristiques
Sa vitesse par rapport au fond diffus cosmologique est de 9 532 ± 17 km/s, ce qui correspond à une distance de Hubble de 140,6 ± 9,8 Mpc (∼459 millions d'al).